# Miralem Sulejmani
Miralem Sulejmani (serbisch-kyrillisch Миралем Сулејмани; * 5. Dezember 1988 in Belgrad) ist ein serbischer Fußballspieler. Er spielte für die serbische Fußballnationalmannschaft und stand von 2015 bis 2022 beim BSC Young Boys unter Vertrag.

## Vereinskarriere

### Partizan Belgrad
Miralem Sulejmani durchlief seit 2000 die bekannten Jugendmannschaften von Partizan Belgrad. Als Profi debütierte er 2005 für den Verein und galt als eines der größten Fußballtalente des Landes. Nach eineinhalb Jahren und wenigen Einsätzen wechselte er im Januar 2007 in die Niederlande zum SC Heerenveen.

### SC Heerenveen
Wegen Ungereimtheiten während seines Wechsels zum SC Heerenveen wurde der Stürmer bis 11. Mai 2007 vom Verband gesperrt. Erst zur Spielzeit 2007/08 konnte er bei seinem neuen Arbeitgeber richtig angreifen. Sein Debüt gab er am 13. Mai 2007 beim 3:0-Sieg gegen Heracles Almelo, wo es ihm gelang, ein Tor vorzubereiten. Sein erstes Tor schoss Sulejmani am 17. August 2007 gegen Willem II Tilburg. Im Folgespiel gegen Ajax Amsterdam erzielte der Serbe bereits seinen zweiten Treffer. Im Laufe der Saison entwickelte sich Sulejmani zum Leistungsträger und wichtigen Stütze der Mannschaft. Diese Leistungen ließen die nationalen und internationalen Topteams nicht unbeobachtet. Im Juli 2008 ging der Angreifer schließlich für 16.250.000 Euro zu Ajax Amsterdam, was die bisher höchste gezahlte Ablösesumme für einen Wechsel innerhalb der Niederlande ist.

### Ajax Amsterdam

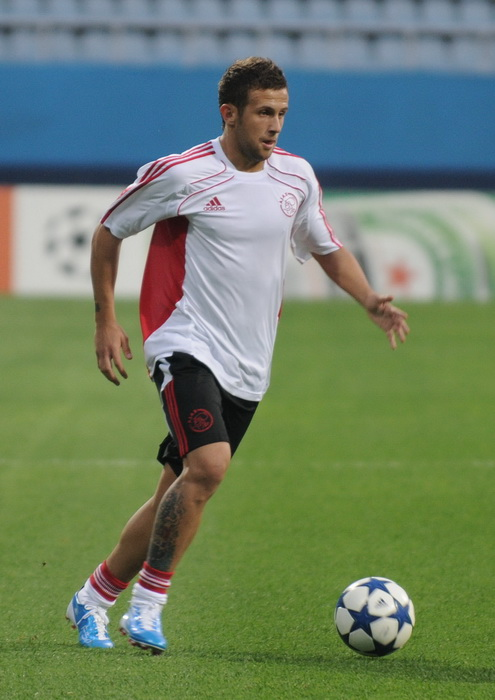
Miralem Sulejmani im August 2010

Durch die Rekordablösesumme von 16.250.000 Euro waren die Erwartungen an den Angreifer hoch. Doch Sulejmani, der zuvor in der Saison 2007/2008 zum Fußball-Talent des Jahres in den Niederlanden gewählt wurde, spielte sich schnell in die Stammelf der Amsterdamer und entwickelte sich schnell zum Publikumsliebling. Er machte sein Debüt für Ajax in einem Testspiel gegen den englischen Vertreter FC Sunderland. In seinem ersten Pflichtspiel für Ajax in der Eredivisie erzielte er ein Tor gegen Willem II Tilburg. Im ersten Spiel der darauffolgenden Saison erzielte er gegen De Graafschap zwei Tore. In der Hinrunde der Liga erzielte er elf Tore in 17 Spielen.
In der Winterpause zeigten zahlreiche Top-Vereine aus ganz Europa großes Interesse an Sulejmani, darunter der FC Liverpool, Arsenal London und der FC Valencia aus Spanien. Am 4. März 2012 verletzte er sich in einem Spiel zwischen Ajax und Roda JC Kerkrade und fiel bis zum Saisonende aus. In der Saison 2012/13 entschied sich Sulejmani, seinen Vertrag bei Ajax Amsterdam, der im Sommer auslaufen sollte, nicht zu verlängern. Daraufhin kam er immer weniger zum Einsatz. Im Februar 2013 wurde er erstmals in Verbindung mit dem portugiesischen Rekordmeister Benfica Lissabon gebracht. Nachdem bestätigt wurde, dass er bei Benfica unterschrieb, degradierte ihn Trainer Frank de Boer in die zweite Mannschaft von Ajax, wo er den Rest der Saison 2012/13 verbringen sollte, bevor er nach Portugal wechselt.

### Benfica Lissabon
Zur Saison 2013/14 wechselte er gemeinsam mit seinem Nationalelfkollegen Filip Đuričić und Lazar Marković zu Benfica Lissabon, bei der er einen Fünfjahresvertrag unterschrieb. Dort trafen beide auf ihren gemeinsamen Nationalelfkollegen Nemanja Matić.

### BSC Young Boys
Auf die Saison 2015/16 wechselte Sulejmani in die Schweiz zu den Young Boys Bern, bei denen er einen Dreijahresvertrag unterschrieb. In der Saison 2017/18 hatte er großen Anteil am zwölften Meistertitel der Young Boys, dem ersten nach 32 Jahren Unterbruch.

## Nationalmannschaft
Am 6. Februar 2008 debütierte Sulejmani beim Spiel in Skopje gegen Mazedonien in der serbischen Fußballnationalmannschaft. Zuvor hatte er bereits mehrmals für die U-19 und U-21-Nationalmannschaft gespielt. Sein erstes Tor erzielte er am 12. September 2012 beim 6:1-Sieg in Novi Sad gegen Wales. Im folgenden Freundschaftsspiel am 14. November 2012 gegen Chile, das Serbien mit 3:1 gewann, stand er in der Startformation und bereitete das 1:0 durch Lazar Marković vor.

## Erfolge

### Individuell
- Fußball-Talent des Jahres in den Niederlanden: 2008

### Auf Vereinsebene
Benfica Lissabon
- Portugiesischer Meister: 2014, 2015
- Portugiesischer Pokalsieger: 2014
- Portugiesischer Ligapokalsieger: 2014, 2015

Ajax Amsterdam
- Meister: 2011, 2012, 2013

BSC Young Boys
- Schweizer Meister 2017/18, 2018/19, 2019/2020 und 2020/2021
- Schweizer Cupsieger 2020

## Sonstiges
Sein Vater Miljaim spielte als Profi für OFK Belgrad. 